# Shelby Cullom
Shelby Moore Cullom, né le 22 novembre 1829 et décédé le 28 janvier 1914, est un homme politique américain, membre du Parti républicain et élu de l'Illinois dont il est gouverneur de 1877 à 1883 et sénateur de 1883 à 1913.